# Langenzugbrücke

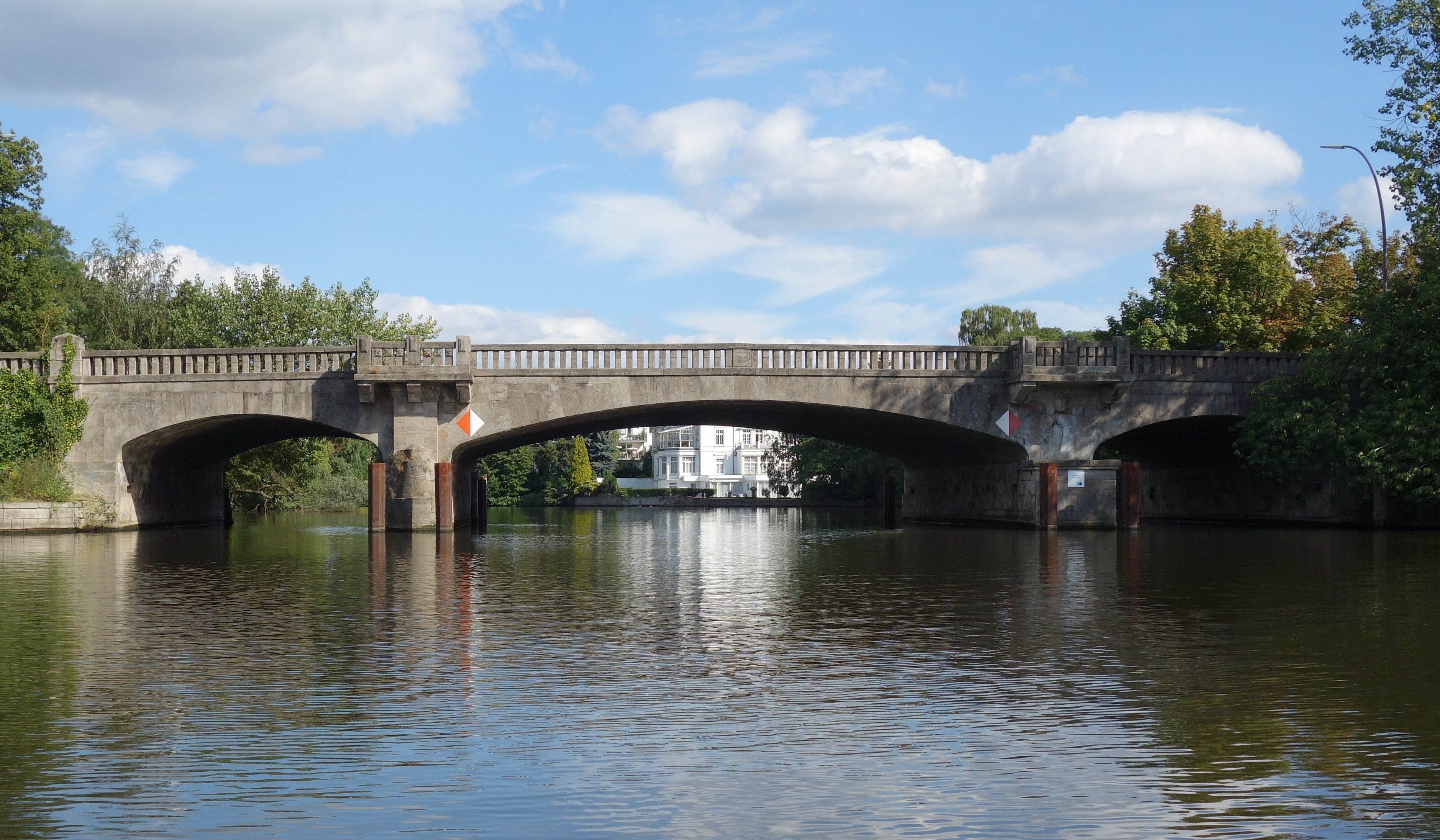
Langenzugbrücke, Alsterseite

Die Langenzugbrücke überquert das Langer Zug genannte Gewässer an der Mündung der Osterbek nahe der Alster. Der Lange Zug ist eine Seitenbucht der Außenalster und hat sich durch die Einmündung der Osterbek in die Alster gebildet. Die Straßenbrücke verbindet die Hamburger Stadtteile Uhlenhorst und Winterhude.

## Lage und Verkehrsbelastung
Mit der Überquerung der Langenzugbrücke geht die Winterhuder Sierichstraße in die Herbert-Weichmann-Straße auf Uhlenhorster Seite über, die nach dem SPD-Politiker Herbert Weichmann benannt ist, der von 1965 bis 1971 das Amt des Ersten Bürgermeisters innehatte.
Die Brücke wurde 2013 von durchschnittlich 15.000 Fahrzeugen pro Werktag genutzt, davon etwa 3 Prozent Schwerverkehr.

## Bau
Die Langenzugbrücke ist eine Bogenbrücke mit zwei Zwischenpfeilern, über denen die Brückenbrüstung jeweils durch auf Konsolen aufsitzende Balkone unterbrochen wird. Unterhalb der Balkone sitzen geflieste leere Nischen. Es handelt sich um eine Betonbrücke, die mit Muschelkalk verkleidet ist und dadurch wie eine Steinbrücke wirkt. Sie ist 40 Meter lang und hat drei Durchfahrten, von denen die mittlere mit 18 Metern Breite die größte ist und für den Dampferverkehr gedacht war. Fundamente für Wärterhäuschen, Treppenstufen und die Stege für das Anlanden der Passagiere sind an den Pfeilern noch zu erkennen.

## Baudenkmal
Die Langenzugbrücke wurde 1909–1911 errichtet und ersetzte eine an dieser Stelle über den Langen Zug führende Eisenbrücke. Diese ältere Langenzugbrücke war als erste größere Eisenbrücke in Hamburg im Jahr 1864 errichtet worden. Die heutige Langenzugbrücke war ihrerseits eine der ersten Betonbrücken Hamburgs. Sie ist mit der Nummer 21684 als Baudenkmal in der Denkmalliste der Hamburger Kulturbehörde aufgeführt.